# Jocelyn DeBoer
Jocelyn DeBoer (* 14. Juni 1985) ist eine Schauspielerin, Komikerin, Regisseurin, Produzentin und Drehbuchautorin.

## Filmographie (Auswahl)
- 2007: The Bath
- 2009: Untitled Chapters
- 2012: Jest Originals
- 2014: Dead Snow: Red vs. Dead
- 2014: Von 5 bis 7 – Eine etwas andere Liebesgeschichte
- 2015: Greener Grass (auch Regie, Drehbuch und Produktion)
- 2016: Buzz (auch Drehbuch und Produktion)
- 2017: The Arrival (auch Regie, Drehbuch und Produktion)
- 2018: Der Chaos-Cop
- 2019: Greener Grass (auch Regie, Drehbuch und Produktion)
- 2019: Adam Ruins Everything (2 Folgen Drehbuch)
- 2020: BoJack Horseman

## Auszeichnungen

### Gewonnen
- 2019: Grand Jury Award des Atlanta Film Festival für Greener Grass
- 2019: Lost Weekend Award des Film Club’s The Lost Weekend für Greener Grass

### Nominiert
- 2019: Octopus d’Or beim Strasbourg European Fantastic Film Festival für Greener Grass
- 2019: German Independence Award-Best First Film beim Internationalen Filmfest Oldenburg für Greener Grass
- 2019: New Direction Competition für Greener Grass
- 2020: Audience Award des Americana Film Fest für Greener Grass
- 2020: Independent Spirit Award für Greener Grass